# Zhuang Yan
Zhuang Yan (kinesiska: 莊嚴, även Chuang Shan-Yen, Retiree 61, Chuang Shang Yan), född 8 juni 1899, död 12 mars 1980, stilnamn/artighetsnamn Shangyan och pseudonymer/signaturer som Muling och senare Liuyi Weng (六一翁), var en framstående expert på antikviteter, konsthistoria och kalligraf. Han är särskilt känd för sin mästerliga kalligrafi i den så kallade ”smala guldstilen” (瘦金體), inspirerad av kejsaren Song Huizong. Hans stil var dock mer mjuk i övergångarna tack vare influenser från andra kalligrafer som Xue Ji och Chu Suiliang. Inom halv- och kursivstil påverkades han av Zhao Mengfu, men behöll den skarpa och eleganta penselföringen från smala guldstilen.

## Biografi
Zhuang Yan föddes i Changchun i provinsen Jilin, men hans familj kom ursprungligen från Jiangsu. Hans far var Zhuang Pinchen och hans mor hette Zhu Xizhen.

### Pekinguniversitetet
År 1920 började han studera filosofi vid Pekinguniversitetet, där han undervisades av bland andra Hu Shi, Ma Heng, Shen Yinmo och Shen Jianshi. Efter examen 1924 började han arbeta vid universitetets institut för klassiska studier, där han även tjänstgjorde som assistent vid arkeologiska avdelningen. Där blev han nära vän med framtida kulturpersonligheter som Tai Jingnong och Dong Zuobin. Hans tid på "Yifengtang" – ett projekt för att katalogisera stenavtryck av inskriptioner – väckte hans djupa intresse för kalligrafi.

### Palatsmuseet
Efter rekommendation av Shen Jianshi började han arbeta med Qingdynastins efterlämnade föremål och blev 1925 anställd som kurator vid det nybildade Förbjudna stadens museum, senare känt som Palatsmuseet (Beijing Palace Museum).
1928 skickades han som utbytesstudent till Tokyos kejserliga universitet, där han studerade arkeologi under Harada Yoshito. När han återvände till Kina 1930 deltog han i flera viktiga arkeologiska utgrävningar, bland annat i Yixian i Hebei, och tog samtidigt på sig uppgifter inom Kommittén för bevarande av antikviteter. 1931 grundade han kalligrafiföreningen "Yuantai Yin She" och gifte sig med Shen Ruoxia.
Zhuang befordrades 1933 till avdelningschef för antikvitetsavdelningen vid Palatsmuseet. Två år senare utsågs han till sekreterare i organisationskommittén för den första internationella utställningen av kinesisk konst i London. Han följde med konstskatterna på en rundresa i Europa och Amerika – första gången kinesiska kulturföremål visades utomlands.

### Flytt av samlingarna till Taiwan
Under det andra kinesisk-japanska krigets utbrott 1937 ansvarade han för att flytta och skydda samlingarna. Samlingarna flyttades till flera olika platser, bland annat till Shanghai. I december 1948 utsågs han till att eskortera en del av Palatsmuseets samlingar från Nanjing till Taiwan, där de förvarades i tillfälliga lager i Keelung, Yangmei och senare Taichung.
Från 1950 bodde familjen i Taichungs förort Wufeng, där de bodde i femton år nära museets nya magasin på samma plats. Det var också vid denna tid som Zhuang började kalla sig själv Liuyi Weng – en referens till litteraten Ouyang Xiu och en livsstil där han dagligen skrev kalligrafi, promenerade, drack vin, mediterade, tränade kampsport och följde sina egna ideal.

### Flytt till Taipei
1964 blev han utnämnd till vice direktör för Palatsmuseet i Taipei (Taipei Palace Museum), och året därpå flyttade han med familjen till Taipei då museets nya byggnad i Waishuangxi stod färdig. Efter pensionen 1969 blev han chef för Konstforskningsinstitutet vid Chinese Culture University. 1975 skrev han titelkalligrafin till det första numret av tidskriften Konstnären (Yishujia), och 1978 skrev han en minnestext till ära av Pekinguniversitetets tidigare rektor Cai Yuanpei.
1979 drabbades han av tjocktarmscancer och avled året därpå på Taipei Veterans General Hospital.